# دریاچه سیمنیت
دریاچه سیمنیت (انگلیسی: Lake Simenit) یک دریاچه در استان سامسون کشور ترکیه است.